# 서지영 (모델)
서지영(1968년 12월 2일~)은 대한민국의 모델 겸 연극배우 출신의 뮤지컬 배우이고 대학 교수이기도 하다. 본관은 이천.

## 뮤지컬 배우 활동
경원대학교 독어독문학과에서 학사 학위를 취득했으며, 단국대학교 대중문화예술대학원 뮤지컬과에서 석사 과정을 밟았다. 1987년에 패션 모델로 첫 데뷔하였으며, 1989년에 연극배우로 데뷔한 적이 있고 1991년에 뮤지컬 배우 데뷔한 이래 다수의 뮤지컬에 출연했다. 상명대학교 공연예술학부 영화과 교수, 백제예술대학교 뮤지컬과 겸임교수, 남서울대학교 애니메이션학과 뮤지컬 교수 등을 지냈고 2010년부터 남편 왕용범과 함께 서울종합예술학교 뮤지컬예술학부 전임교수로 재직중이다.

## 생애
잠시 직장생활을 하다가 1991년 극단 맥토 아카데미에 입단해 뮤지컬 수업을 받았고, 앙상블을 거쳐 《동숭동 연가》로 첫 주연을 맡았다. 2002년 여름부터 시작된 《풋루스》 공연에서는 에리엘 역을 맡아 213회 중 단 한 차례도 빠짐없이 무대에 올랐고, 이듬해 초 한국뮤지컬대상 여우주연상을 수상했다.
2006년 뮤지컬 《밑바닥에서》의 2차 공연 후 뒷풀이에서 연출가 왕용범을 만났고 그때의 인연으로 3차 공연에 나타샤 역으로 합류했다. 왕용범은 이전부터 서지영의 팬이었고 함께 작업을 하면서 가까워져 2007년 5월 결혼했다.

## 학력
- 제주여자고등학교 (졸업)
- 경원대학교 독어독문학과 (졸업)
- 단국대학교 대중문화예술대학원지 뮤지컬학과 (졸업)

## 뮤지컬
| 연도 | 제목               | 역할        | 비고             |
| ---- | ------------------ | ----------- | ---------------- |
| 2024 | 베르사유의 장미    | 마담 폴리냑 |                  |
| 2021 | 프랑켄슈타인       | 엘렌        | 2018, 2015, 2014 |
| 2019 | 벤허               | 미리암      | 2017             |
| 2018 | 삼총사             | 밀라디      | 2013, 2011       |
| 2017 | 밑바닥에서         | 타냐        |                  |
| 2016 | 올슉업             | 실비아      |                  |
| 2015 | 신데렐라           | 마리        |                  |
| 2015 | 로빈 훗            | 마리안      |                  |
| 2014 | 조로               | 이네즈      |                  |
| 2013 | 잭 더 리퍼         | 폴리        | 2012, 2011, 2010 |
| 2012 | 캐치 미 이프 유 캔 | 파올라/캐롤 |                  |
| 2010 | 낮잠               | 김이선      |                  |
| 2008 | 햄릿               | 거투르트    | 2007             |
| 2008 | 19 그리고 80       | 체이슨      |                  |
| 2007 | 시스터 소울        | 원장수녀    |                  |
| 2006 | 라롱드             | 배우        |                  |
| 2006 | 밑바닥에서         | 나타샤      |                  |
| 2005 | 풋루스             | 에리엘      | 2002             |
| 2004 | 블러드 브라더스    | 존스턴 부인 |                  |
| 2003 | 넌센스 잼보리      | 레오 수녀   |                  |
| 2000 | 러쉬               | 재키        |                  |
| 1998 | 지하철 1호선       | 선녀        |                  |
| 1996 | 브로드웨이 42번가  | 앙상블      |                  |

## 드라마
| 연도 | 방송사  | 제목              | 역할            | 비고 |
| ---- | ------- | ----------------- | --------------- | ---- |
| 2025 | Netflix | 악연              | 사채남 고모     |      |
| 2025 | Netflix | 당신이 죽였다     |                 |      |
| 2025 | KBS2    | 은수 좋은 날      |                 |      |
| 2025 | 펄스픽  | 사이코패스 여순정 |                 |      |
| 2024 | KBS2    | 수상한 그녀       | 하윤설          |      |
| 2024 | TV조선  | DNA 러버          | 유명희          |      |
| 2023 | ENA     | 보라! 데보라      | 수혁母          |      |
| 2023 | TVING   | 방과 후 전쟁활동  | 영훈母          |      |
| 2023 | tvN     | 성스러운 아이돌   | 홍우대대 대주   |      |
| 2022 | Netflix | 더 패뷸러스       | 중년 VIP        |      |
| 2022 | JTBC    | 서른, 아홉        | 경숙 (미조친모) |      |
| 2022 | tvN     | 고스트 닥터       | 고성혜          |      |
| 2022 | 미정    | 여름방학          | 정희경(유겸母)  |      |
| 2020 | KBS     | 바람피면 죽는다   | 미래母          |      |
| 2020 | SBS     | 하이에나          | 임 여사         |      |
| 2019 | OCN     | 미스터 기간제     | 우은혜          |      |
| 2019 | MBN     | 레벨업            | 한철母          |      |

## 영화
| 연도 | 제목                    | 역할        | 비고 |
| ---- | ----------------------- | ----------- | ---- |
| 2023 | 어느 날 그녀가 우주에서 | 나은母      |      |
| 2023 | 교섭                    | 혜영母      |      |
| 2019 | 아내를 죽였다           | 김소진 실장 |      |

## 가족 관계
- 남편 왕용범은 《햄릿》, 《삼총사》, 《잭 더 리퍼》 등을 연출한 뮤지컬 연출가이다. 오빠는 배우 서태화이며[3] 사촌동생으로 가수 크라운 제이가 있다.
- 아버지는 서영동 2021년 9월 11일 별세하였다.

## 수상 내역
- 2002년 제8회 한국뮤지컬대상 여우조연상 수상
- 2003년 제16회 기독교문화대상 뮤지컬부문 연기상 수상
- 2003년 제16회 한국뮤지컬대상 여우주연상 수상